# Delta-O-18

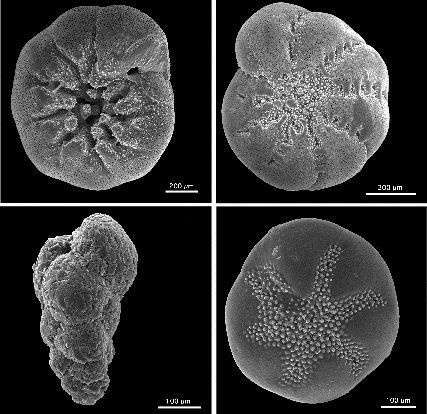
Campioni di foraminiferi

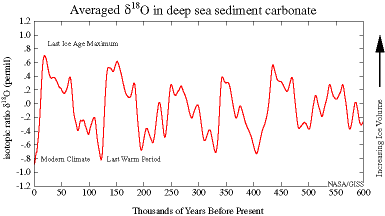
δ^{18}O ppm in carbonati di foraminiferi presenti in sedimenti di mare profondo nell'arco di tempo da 0-600.000 anni. Mediato su un gran numero di nuclei per isolare un segnale globale

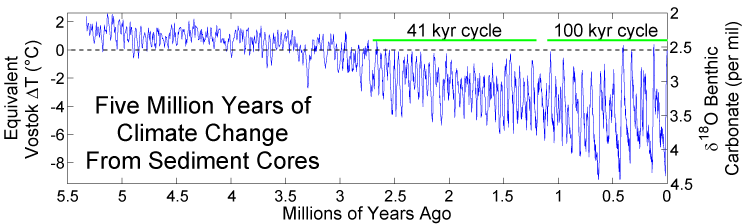
Registrazione climatica di Lisiecki e Raymo (2005) costruita combinando le misure di 57 nuclei di sedimenti di mare profondo distribuiti globalmente. La quantità misurata è il frazionamento dell'isotopo di ossigeno (δ^{18}O) nei foraminiferi bentonici.

In geochimica, paleoclimatologia e paleoceanografia δ18O o delta-O-18 è una misura del rapporto degli isotopi stabili 18O:16O. Si usa comunemente come misura della temperatura delle precipitazioni, come misura delle interazioni acque freatiche/minerali, come indicatore di processi che mostrano frazionamento isotopico, come la metanogenesi. Nelle paleoscienze, i dati di 18O:16O provenienti dai foraminiferi e da carotaggio dei ghiacci si usano come sostituti della temperatura. La definizione è, in "per mil" (‰, parti per mille):
{\displaystyle \delta ^{18}O=\left({\frac {\left({\frac {^{18}O}{^{16}O}}\right)_{\text{campione}}}{\left({\frac {^{18}O}{^{16}O}}\right)_{\text{standard}}}}-1\right)*1000\ ^{o}\!/\!_{oo}}
Dove lo standard ha una composizione isotopica conosciuta, come la Vienna Standard Mean Ocean Water (VSMOW). Il frazionamento può essere cinetico, di equilibrio o indipendente dalla massa.

## Meccanismo
I gusci di carbonato di calcio (CaCO3) dei foraminiferi, avendo in loro ossigeno, e trovandosi in molte comuni configurazioni geologiche, sono esaminati molto comunemente. Il rapporto di 18O a 16O si usa per individuare la temperatura dell'acqua circostante dell'epoca solidificata, nonché altri fattori come la salinità dell'acqua e il volume dell'acqua imprigionata negli strati di ghiaccio.
δ18O riflette anche l'evaporazione locale e l'immissione di acqua dolce, poiché l'acqua piovana è arricchita di 16O - un risultato dell'evaporazione preferenziale di 16O proveniente dall'acqua di mare. Di conseguenza, l'oceano superficiale contiene le maggiori quantità di 18O intorno ai subtropici e ai tropici dove c'è più evaporazione, e minori quantità di 18O alle medie latitudini dove piove di più.
Similmente, quando il vapore acqueo si condensa, le molecole acquee più pesanti contenenti atomi di 18O tendono a condensarsi e a precipitare per prime. Il gradiente del vapore acqueo che si dirige dai tropici ai poli diventa gradualmente sempre più impoverito di 18O. La neve che cade in Canada ha molto meno H218O della pioggia in Florida; similmente, la neve che cade al centro degli strati glaciali ha una segnatura di δ18O più leggera che ai loro margini, dal momento che il più pesante 18O precipita per primo.
I mutamenti del clima alterano gli schemi globali di evaporazione e precipitazione cambiando perciò il rapporto di fondo di δ18O.
Se abbiamo formazione di ghiaccio stagionale alle alte latitudini, quando poi questo fonde, vengono ripristinati i consueti rapporti isotopici, ma se abbiamo periodi glaciali, la fusione stagionale non avviene e le calotte glaciali diventano mezzi di accumulo di 16O, con gli oceani invece arricchiti 18O; tale arricchimento in quest'ultimo viene registrato nei gusci dei foraminiferi e pertanto uno spostamento del parametro δ18O verso valori "meno negativi" viene interpretato come un abbassamento globale delle temperature.

## Calcoli
Se il segnale può essere attribuito solamente al cambiamento di temperatura, con gli effetti della salinità e di cambiamenti di volume del ghiaccio ignorati, un aumento di δ18O dello 0,22‰ è equivalente a un raffreddamento di 1 °C (1,80 °F). Le temperature si possono anche calcolare usando l'equazione:
{\displaystyle T({\text{deg C}})=16,9-4,0\times \mathrm {\delta ^{18}O_{calcite}} -\mathrm {\delta ^{18}O_{acquadimare}} }
Durante il pleistocene, una segnatura di δ18O dello 0,11‰ si correla a un cambiamento del livello del mare di 10 m, in conseguenza del cambiamento del volume del ghiaccio.